# تصفيات كأس العالم للسيدات 2027
تصفيات كأس العالم للسيدات 2027 - ستحدد عملية تصفيات كأس العالم للسيدات 2027 المنتخبات الـ31 التي ستنضم إلى الدولة المضيغة (البرازيل) في كأس العالم للسيدات 2027م. وهي بطولة
كأس العالم للسيدات العاشرة، وهي بطولة كأس العالم الدولية لكرة القدم للسيدات التي تقام كل أربع سنوات. وتُعد البطولة أول بطولة لكأس العالم للسيدات تستضيفها إحدى اتحادات اتحاد أمريكا الجنوبية لكرة القدم (كونميبول)، والثانية التي تقام في نصف الكرة الجنوبي، بعد النسخة السابقة في عام 2023م.

## الفرق المتأهلة
| فريق     | مؤهل كـ | تاريخ التأهيل | مظهر في النهائيات | آخر مظهر | متتابع أثَر | أفضل أداء سابق |
| -------- | ------- | ------------- | ----------------- | -------- | ---------- | -------------- |
| البرازيل | مضيفون  | 2024 مايو 17  | العاشر            | 2023     | 10         | الوصيف (2007)  |

## عملية التأهيل

### ملخص التأهلات

تنظم الاتحادات القارية التابعة للفيفا تصفياتها، إما من خلال البطولات القارية، أو من خلال مسابقات تأهيلية منفصلة. وقد تأهلت البرازيل المضيفة للبطولة تلقائيًا، ويمكن لجميع أعضاء الاتحادات المؤهلة المتبقية في الاتحاد الدولي لكرة القدم (فيفا) الدخول في التصفيات، إذا ما اختارت ذلك.
وقد تمت الموافقة على تخصيص الأماكن الموضحة أدناه من قبل مجلس الاتحاد الدولي لكرة القدم في 10 ديسمبر 2024م. على أن يتم تخصيص مكان للدولة المضيفة مباشرة من الحصص المخصصة لاتحادها.
- الاتحاد الآسيوي لكرة القدم AFC (آسيا): 6 مقاعد
- الاتحاد الأفريقي لكرة القدم (أفريقيا): 4 مقاعد
- اتحاد أمريكا الشمالية والوسطى ومنطقة البحر الكاريبي (CONCACAF): 4 مقاعد
- اتحاد أمريكا الجنوبية لكرة القدم (CONMEBOL): 3 مقاعد (بما في ذلك البرازيل بوصفها الدولة المضيفة)
- اتحاد أوقيانوسيا لكرة القدم OFC (أوقيانوسيا): مقعد واحد
- الاتحاد الأوروبي لكرة القدم (أوروبا): 11 مقعدًا
- بطولة الملحق القاري: 3 مقاعد

وتقام بطولة فاصلة مكونة من عشرة فرق، يتم من خلالها تحديد المراكز الثلاثة الأخيرة في كأس العالم للسيدات. ويتم توزيع مقاعد المباريات الفاصلة على النحو التالي:
- الاتحاد الآسيوي لكرة القدم AFC (آسيا): 2 مقعد
- الاتحاد الأفريقي لكرة القدم (أفريقيا): 2 مقعد
- اتحاد أمريكا الشمالية والوسطى ومنطقة البحر الكاريبي (CONCACAF): 2 مقعد
- اتحاد أمريكا الجنوبية لكرة القدم (CONMEBOL): 2 مقعد
- اتحاد أوقيانوسيا لكرة القدم OFC (أوقيانوسيا): مقعد واحد
- الاتحاد الأوروبي لكرة القدم (أوروبا): مقعد واحد

وقد بدأت مباريات التصفيات في 19 فبراير 2025م، ومن المقرر لها أن تنتهي في فبراير 2027م.
| الاتحاد                          | البطولة                                         | المقاعد المتاحة | مقاعد التصفيات المتاحة | الدول المشاركة | الدول التي تم إقصاؤها | الدول المتأهلة | بداية التصفيات | موعد مباراة التأهل القادمة | نهاية التصفيات |
| -------------------------------- | ----------------------------------------------- | --------------- | ---------------------- | -------------- | --------------------- | -------------- | -------------- | -------------------------- | -------------- |
| الاتحاد الآسيوي لكرة القدم       | كأس آىسيا للسيدات 2026                          | 6               | 2                      | 38             | 0                     | 0              | يونيو 2025     | يونيو 2025                 | 19 مارس 2026   |
| الاتحاد الأفريقي لكرة القدم      | كأس الأمم الأفرييقية للسيدات 2026               | 4               | 2                      | 37             | 14                    | 0              | 19 فبراير 2025 | أكتوبر2025                 | مارس 2026      |
| الكونكاكاف                       | بطولة الكونكاكاف للسيدات 2026                   | 4               | 2                      | [سيتم تحديدها] | 0                     | 0              | أكتوبر 2025    | أكتوبر 2025                | نوفمبر 2026    |
| اتحاد أمريكا الجنوبية لكرة القدم | تصفيات كاس العالم للسيدات 2027 (كونميبول)       | 2+H             | 2                      | 9              | 0                     | 0+H            | 2025           | 2025                       | 2026           |
| اتحاد أوقيانوسيا لكرة القدم      | تصفيات كاس العالم للسيدات 2027 (أو. أف. سي)     | 1               | 1                      | [سيتم تحديدها] | 0                     | 0              | 2025           | 2025                       | 2026           |
| الاتحاد الأوربي لكرة القدم       | تصفيات كاس العالم للسيدات 2027 (يو.إي. أف. أيه) | 11              | 1                      | 53             | 0                     | 0              | فبراير 2026    | فبراير2026                 | نوفمبر 2026    |
| المباريات الفاصلة                | مباريات فاصلة بين الاتحادات القارية             | 3               | —                      | (10)           | 0                     | 0              | نوفمبر 2026    | نوفمبر 2026                | فبراير 2027    |
| المجموع                          | تصفيات كاس العالم للسيدات 2027                  | 31+H            | 10                     | [سيتم تحديدها] | 14                    | 0+H            | 19 فبراير 2025 | يونيو 2025                 | فبراير 2027    |

- H: المضيفون

### الإيقافات والانسحابات
تم إيقاف منتخب روسيا إلى أجل غير مسمى في 28 فبراير 2022م عن المشاركة في مسابقات الاتحاد الأوروبي لكرة القدم (UEFA)، والاتحاد الدولي لكرة القدم (FIFA)، وذلك بسبب غزو بلاده لأوكرانيا. وقد ظل الإيقاف ساريًا حتى أنهى الاتحاد الأوروبي لكرة القدم عملية التأهل، وبالتالي تم استبعادهم من التصفيات الأوروبية.
ومن جانب آخر انسحبت الكونغو قبل لعب أي مباريات، مشيرة إلى عدم استعدادها.
كما انسحبت تشاد أيضًا قبل لعب أي مباريات، مشيرة إلى التأخير في عملية صرف الأموال اللازمة للتحضير للمباريات ونقص التمويل.

## تصفيات الاتحاد
احتفظت الفيفا بنظام توزيع المقاعد من النسخة السابقة. وقد تأهلت البرازيل تلقائيًا بوصفها الدولة المضيفة، وحصلت بذلك على أحد المقاعد المخصصة لاتحاد أمريكا الجنوبية لكرة القدم.

### الاتحاد الآسيوي لكرة القدم
مثلما هو الحال في عام 2023م، تقام بطولة كأس آسيا للسيدات بوصفها مسابقة تأهيلية، من أجل تحديد ممثلي آسيا في كأس العالم للسيدات. وتتمثل عملية التأهل هي:
- مرحلة التصفيات: حيث ستتنافس الدول في الفترة من 23 يونيو إلى 5 يوليو 2025م في ثماني مجموعات لتحديد الدول الثماني التي ستنضم إلى الفرق الثلاثة الأعلى تصنيفًا من نسخة 2022م (الصين وكوريا الجنوبية واليابان) وأستراليا المضيفة للبطولة النهائية. وسيتم تحديد حجم كل مجموعة على أساس عدد الدول المشاركة في التصفيات.
- البطولة النهائية: من المقرر أن تقام البطولة النهائية في الفترة من 1 إلى 21 مارس 2026م. حيث سيتم توزيع اثنتي عشرة دولة على ثلاث مجموعات تضم كل منها أربعة فرق، للعب مباريات بنظام الدوري من دور واحد. ويتأهل بطل المجموعة ووصيفها وأفضل فريقين في المركز الثالث إلى مرحلة خروج المغلوب لتحديد الدول الست المتأهلة مباشرة إلى كأس العالم للسيدات 2027م، والممثلين الآسيويين في الملحق القاري.

### الاتحاد الأفريقي لكرة القدم
كما هو الحال في عام 2023م، تعد بطولة كأس الأمم الأفريقية للسيدات بمثابة المنافسة التأهيلية، لتحديد الممثلين الأفارقة في كأس العالم للسيدات. وتتم عملية التأهل من خلال الآتي:
- مرحلة التصفيات: حيث ستقام تصفيات كأس الأمم الأفريقية للسيدات 2026م على مدى جولتين في الفترة من 17 إلى 26 فبراير 2025م و20 إلى 28 أكتوبر 2025م. بحيث يتأهل في نهاية هذه المرحلة أحد عشر منتخبًا للانضمام إلى المغرب الدولة المضيفة في نهائيات البطولة.
- البطولة النهائية: لم يتم تحديد مواعيد البطولة النهائية بشكل قاطع. وسيتم توزيع اثنتي عشرة دولة على ثلاث مجموعات، تضم كل منها أربعة فرق، للعب مباريات بنظام الدوري من دور واحد. ويتأهل بطل المجموعة ووصيفها، وأفضل فريقين في المركز الثالث إلى مرحلة خروج المغلوب لتحديد الدول الأربع المتأهلة مباشرة إلى كأس العالم للسيدات 2027م، والممثلين الأفريقيين في الملحق القاري.

#### المرحلة الأخيرة (الجولة الأولى من التصفيات)
| الفريق 1     | اجمالي النتيجة             | الفريق 2                    | مباراة الذهاب | مباراة الإياب |
| ------------ | -------------------------- | --------------------------- | ------------- | ------------- |
| أنغولا       | 3 -3 (5 - 4 ضربات جزاء)    | زيمبابوي                    | 2 - 1         | 1 - 2         |
| مالاوي       | بدون                       | الكونغو                     | --            | --            |
| بوتسوانا     | 0 - 2                      | جمهورية الكونغو الديمقراطية | 0 - 2         | 0 - 0         |
| تنزانيا      | 4 - 2                      | غينيا الإستوائية            | 3 - 1         | 1 - 1         |
| أوغندا       | 2 - 2 (4 - 5 ضربات الجزاء) | أثيوبيا                     | 2 - 0         | 0 - 2         |
| إسواتيني     | 0 - 4                      | نامبيا                      | 0 - 3         | 0 - 1         |
| بوروندى      | 1 - 5                      | بوركينا فاسو                | 0 - 1         | 1 - 4         |
| جيبوتي       | 0 - 10                     | توغو                        | 0 - 5         | 0 - 5         |
| جنوب السودان | 0 - 8                      | الجزائر                     | 0 - 5         | 0 - 3         |
| رواندا       | 2 - 3                      | مصر                         | 0 - 1         | 2 - 2         |
| كينيا        | 1 - 0                      | تونس                        | 0 - 0         | 1 - 0         |
| النيجر       | 1 - 4                      | غامبيا                      | 0 - 2         | 1 - 2         |
| بنين         | 5 - 2                      | سيراليون                    | 2 - 1         | 3 - 1         |
| غينيا        | 3 - 6                      | الرأس الأخضر                | 2 - 2         | 1 - 4         |
| الجابون      | 1 - 10                     | مالي                        | 0 - 6         | 1 - 4         |
| تشاد         | بدون                       | السنغال                     | --            | --            |

#### المرحلة التالية (التصفيات المؤهلة للدور الثاني)
| الفريق 1                    | اجمالي النتيجة | الفريق 2     | مباراة الذهاب | مباراة الإياب |
| --------------------------- | -------------- | ------------ | ------------- | ------------- |
| أنغولا                      |                | مالاوي       | أكتوبر 2025   | أكتوبر 2025   |
| جمهورية الكونغو الديمقراطية |                | جنوب أفريقيا | أكتوبر 2025   | أكتوبر 2025   |
| تنزانيا                     |                | أثيوبيا      | أكتوبر 2025   | أكتوبر 2025   |
| نامبيا                      |                | زامبيا       | أكتوبر 2025   | أكتوبر 2025   |
| بوركينا فاسو                |                | توغو         | أكتوبر 2025   | أكتوبر 2025   |
| الجزائر                     |                | الكاميرون    | أكتوبر 2025   | أكتوبر 2025   |
| مصر                         |                | غانا         | أكتوبر 2025   | أكتوبر 2025   |
| كينيا                       |                | غامبيا       | أكتوبر 2025   | أكتوبر 2025   |
| بنين                        |                | نيجيريا      | أكتوبر 2025   | أكتوبر 2025   |
| الرأس الأخضر                |                | مالي         | أكتوبر 2025   | أكتوبر 2025   |
| السنغال                     |                | ساحل العاج   | أكتوبر 2025   | أكتوبر 2025   |

### الكونكاكاف
مثلما هو الحال في عام 2023م، تمثل بطولة CONCACAF W مسابقة تأهلية، لتحديد ممثلي أمريكا الشمالية وأمريكا الوسطى ومنطقة البحر الكاريبي في كأس العالم للسيدات. وتمر عملية التأهل بالمراحل التالية:
- مرحلة التصفيات: حيث سيتم تقسيم المنتخبات إلى ست مجموعات لا يزيد عدد الفرق فيها عن خمسة فرق للعب أربع مباريات خلال الفترات الدولية في أكتوبر ونوفمبر/ديسمبر 2025م، وأبريل 2026م، لتحديد الفرق الستة المتأهلة للانضمام إلى أفضل فريقين في تصنيف السيدات لاتحاد أمريكا الشمالية والوسطى والكاريبي لكرة القدم [8] للبطولة النهائية.
- البطولة النهائية: حيث ستتنافس ثماني دول في بطولة خروج المغلوب من مرة واحدة في نوفمبر 2026م. وسوف يتأهل الفائزون الأربعة في ربع النهائي مباشرة إلى كأس العالم للسيدات 2027م، في حين سيتنافس الخاسرون الأربعة في ربع النهائي لتحديد ممثلي اتحاد أمريكا الشمالية والوسطى والكاريبي (الكونكاكاف) في الأدوار الفاصلة بين الاتحادات القارية.

### اتحاد أمريكا الجنوبية لكرة القدم
للمرة الأولى، سيستضيف اتحاد أمريكا الجنوبية لكرة القدم بطولة مستقلة لتصفيات كأس العالم للسيدات. وستتأهل تسعة فرق من خلال بطولة من دور واحد تلعب فيها أربع مباريات على أرضها وأربع مباريات خارجها؛ وقد تأهلت البرازيل بوصفها الدولة المضيفة، وعليه فلن تشارك في التصفيات. وسيتأهل فريقان إلى كأس العالم للسيدات 2027 م، وسيتقدم فريقان إلى التصفيات القارية.

### الاتحاد الأوروبي لكرة القدم
مثلما هو الحال في عام 2023م، فقد نظم الاتحاد الأوروبي لكرة القدم بطولة تأهلية مستقلة، لتحديد ممثلي أوروبا في كأس العالم للسيدات. وتتم عملية التأهل من خلال الآتي:
- مرحلة الدوري: حيث سيتم تقسيم ثلاثة وخمسين دولة إلى ثلاث دوريات بناءً على التصنيف العام لمرحلة دوري الأمم الأوروبية للسيدات لعام 2025م. وستتكون كل بطولة من مجموعات مكونة من ثلاثة أو أربعة فرق للعب بنظام الدوري من فبراير إلى يونيو 2026م. أربعة فرق ستتأهل مباشرة إلى كأس العالم للسيدات 2027م، فيما يتقدم 32 فريقا إلى مرحلة الملحق.
- مرحلة المباريات الفاصلة: سيلعب 32 فريقًا جولتين من مباريات الإقصاء ذهابًا وإيابًا، من أجل تحديد الدول السبع المتأهلة مباشرة إلى كأس العالم للسيدات 2027م وممثل أوروبا في المباريات الفاصلة بين الاتحادات القارية.

## أفضل الهدافين
فيما يلي قائمة الهدافين لجميع الاتحادات القارية:
عدد الأهداف المُسجلة  84 هدفًا  في 28 مباراة، بمتوسط 3 هدفًا في المباراة الواحدة. اللاعبين البارزين بالخط الداكن لا يزالون نشطون في المنافسة.
3 أهداف
- غوتيا كرشوني
- آري بابيل
- أود جبيدجيسي
- أديلا كابري
- أغويسا يارا
- أوديت جنتيغميا

هدفان
- لورا كارين طالب مولر
- فارسينيا دا لوز
- إيفي بيريرا
- حبيبة عصام
- فانو كانتيه
- ايسانا تراوري
- أوسانسي زوادي
- إينيكا كاسونجا
- كودجوكالو ساما
- مافييل ووديكو